# Ы
Ы, ы は、キリル文字のひとつ。2部分に分かれているが、全体で1字である。歴史的には Ъ と І を合わせた合字に由来する。

## 呼称
- ロシア語: еры́, ы（イェㇽイ/ゥイ）

## 音価
- ロシア語では非円唇中舌狭母音 [ɨ] を表す。この音は、[i] のように口を横に開き、舌を奥に引っ込めて発音する音である。И と音声は異なるが、完全に相補的であって、同一の音素をなす。
- ルシン語では非円唇後舌半狭母音 [ɤ] を表す。

## アルファベット上の位置
ロシア語の第29字母、ベラルーシ語の第28字母である。

## Ыに関わる諸事項
- ロシア語では、語頭に立たないため元来大文字はない。また、正書法の制約上、г, к, х, ж, ч, ш, щの後ろにこの文字が来る場合、иに書き換えなければならない[1]。
- ウクライナ語、ブルガリア語では用いられない。
- モンゴル語では、男性母音の語で /iː/（и の長母音）を表す。
- 大文字「Ы」はShift_JISにおいてコンピュータプログラムの動作不良の原因となる文字（通称「ダメ文字」）の一つ。
- 朝鮮語のキリル文字表記では、ㅡ（/ɯ/）に使われる。

## 符号位置
| 大文字 | Unicode | JIS X 0213 | 文字参照          | 小文字 | Unicode | JIS X 0213 | 文字参照          | 備考     |
| ------ | ------- | ---------- | ----------------- | ------ | ------- | ---------- | ----------------- | -------- |
| Ы      | U+042B  | 1-7-29     | &#x42B; &#1067;   | ы      | U+044B  | 1-7-77     | &#x44B; &#1099;   |          |
| Ꙑ      | U+A650  | -          | &#xA650; &#42576; | ꙑ      | U+A651  | -          | &#xA651; &#42577; | 古い字体 |